# Ten Putten
Ten Putten, ook wel Te Putten genoemd, is een stadskasteel in het centrum van de Nederlandse stad Utrecht.
Ten Putten verrees als groot stenen huis in het vierde kwart van de 13e eeuw aan de Oudegracht 187. Het is gebouwd voor de familie Ten Putte. In de 14e eeuw liet de familie ook het stadskasteel Den Ouden Puth aan de Oudegracht 219 bouwen. Beide huizen zijn sterk aan elkaar verwant, een weerbaar karakter ontbreekt echter bij Ten Putten. Ten Putten is gebouwd op een 11 meter breed perceel. Het hoofdhuis is 8,5 meter breed en 23 meter diep. Tot het perceel behoren tevens (oorspronkelijk) een of meer kleinere woonhuizen. Ten Putten is vrij gaaf bewaard gebleven en kent originele bouwdelen zoals een sporenkap. De zeer hoge voorgevel met een rechte kroonlijst dateert geheel of gedeeltelijk uit de 19e eeuw.
In het pand op de begane grond en in de werfkelder bevindt zich een meubelwinkel.

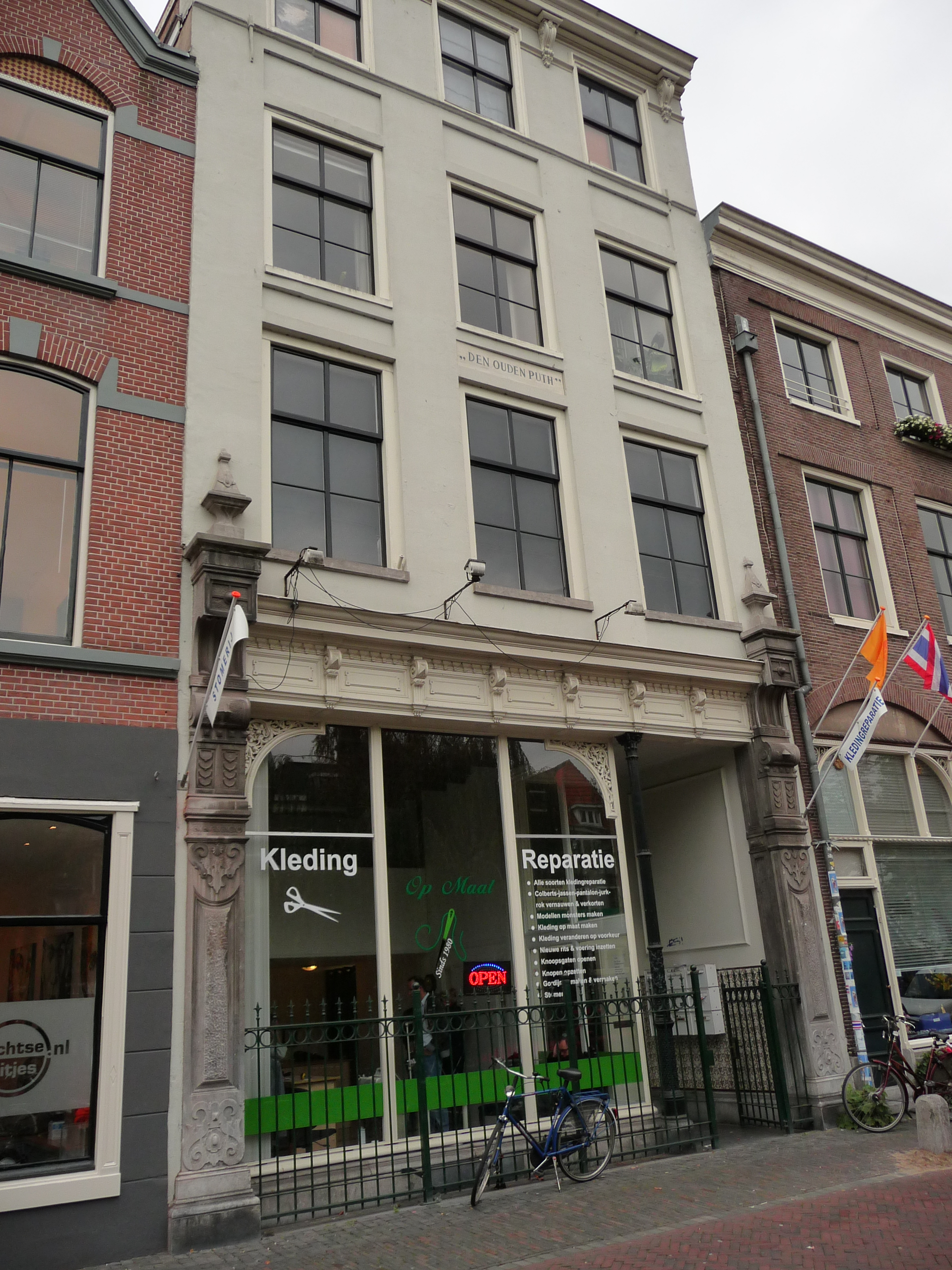
Den Ouden Puth Oudegracht 219

Blankenburg · 
Blijdenstein · 
Clarenburg · 
Compostel · 
Den Ouden Puth · 
Drakenburg ·
Fresenburch · 
Groenewoude ·
Huis Pallaes ·
Keyserrijk ·
Kranestein · 
Lichtenberg ·
Leeuwenberg · 
Lombardenhuis of Het Keijserswapen ·
Oudaen · 
Payenborg · 
Proeysenburch ·  
Putruwiel · 
Rodenburg · 
Schaffenburg · 
Ten Hert of Het Hertenhuis · 
Ten Putten ·
Valckenstein of De Zon